# MG Motor UK
Die MG Motor UK ist ein britisches Unternehmen aus Birmingham. 

## Beschreibung
Das Unternehmen wurde am 12. April 2006 gegründet. Direktoren sind Hao Wang, Xiaodong Yang, Yijiong Sun und Weiguo Cui. Es ist eine Tochtergesellschaft von SAIC Motor. Bis in den Frühling des Jahres 2009 hinein war die englische Niederlassung unter dem Namen NAC MG UK bekannt und gehörte der Nanjing Automobile Group an, welche mittlerweile von der SAIC aufgekauft wurde.
Das Unternehmen erhielt Teile aus China zur Endmontage von Automobilen. Die Endmontage mit zuletzt 25 Arbeitnehmern wurde im Herbst 2016 eingestellt. In Longbridge befindet sich weiterhin das SAIC Motor Technical Centre (SMTC), in dem die Modelle der chinesischen Marke MG von 400 Mitarbeitern entworfen und entwickelt werden. Als Vertriebsgesellschaft für die chinesische Automarke MG existiert das Unternehmen weiterhin.